# Victor Février
Victor Louis François Février (Grenoble, 21 ottobre 1828 – Parigi, 25 dicembre 1908) è stato un generale francese.

## Biografia
Iniziati gli studi alla scuola di Saint Cyr nel 1841, ne uscì nel 1843 col grado di sottotenente e venne integrato nel 19º reggimento di fanteria. Promosso tenente nel 1848, nel 1851 venne menzionato per la sua partecipazione alle operazioni di repressione dei movimenti popolari contro il colpo di stato di Napoleone III; a seguito di queste azioni venne promosso capitano.
Nel 1852 venne annesso al 1º reggimento zuavi coi quali combatté per i due anni successivi in Algeria e poi in Crimea (1854-1856). Al termine di quest'ultima guerra ricevette la medaglia della Legion d'onore, l'ordine di Medjidié e la medaglia inglese della guerra di Crimea.
Nominato Chef de bataillon del 30º fanteria (1856), prese parte alla campagna d'Italia dove venne ferito da un colpo di arma da fuoco. Riunitosi al reggimento degli zuavi della guardia, venne posto di stanza a Nizza.
Nel 1863 venne nominato attaché militare in Danimarca, guadagnandosi grande stima presso re Federico VII. L'anno successivo comandò un gruppo nella guerra dello Schleswig Holstein con dei volontari. Nel 1863 venne nominato tenente colonnello e commendatore dell'Ordine del Dannebrog. Tornato in Francia, nel 1866 venne annesso al 3º reggimento zuavi.
Février venne promosso colonnello del 77º reggimento di fanteria nel 1868. Nel 1870 il suo reggimento combatté a Forbach ed a Metz. Il 18 agosto 70 prese parte alla battaglia di St Privat, dove venne pesantemente ferito: una palla di fucile gli penetrò appena sotto l'orecchio, a un centimetro dalla carotide, non uccidendolo per poco. Venne trasportato d'urgenza all'ospedale di Metz dove poté riprendersi anche dopo la resa dei francesi ai tedeschi. Venne creato commendatore della Legion d'onore.
Nominato generale di brigata nel 1871, ottenne il comando della suddivisione del Rhone. Nel 1873 ricevette il comando della suddivisione de l'Ain. Nominato generale di divisione nel 1878, comandò la 25ª divisione (1878-1882), il 15º corpo d'armata (1882-1883) ed il 6º corpo d'armata (dal 1883). Grand'ufficiale della Legion d'onore dal 1882, dal 1883 divenne presidente del comitato tecnico del corpo di fanteria. Nel 1887 ottenne la gran croce della Legion d'onore e la medaglia militare nel 1888, anno in cui venne posto in riserva. Dal 1889 al 1895 fu cancelliere della Legion d'onore.
Fu appassionato musicista e suonatore di viola.
Morì a Parigi nel 1908.